# Spasovo, Dobrici
Spasovo (în bulgară Спасово, în română Spasova) este un sat în comuna Gheneral-Toșevo, regiunea Dobrici, Dobrogea de Sud, Bulgaria. 
Între anii 1913-1940 a făcut parte din plasa Casim a județului Caliacra, România. 
Vasile Stroescu în lucrarea Dobrogea nouă pe căile străbunilor nota: Înainte acest sat se chema Suleimanlâc de la întemeitorii satului Suleimani, 1715. În timpul ocupațiunii bulgare i s-a schimbat numele în Spasovo, după unul din primii bulgari, Spasov (după 1877). E situat pe 3 dealuri, cu înălțime de câțiva metri. Prin mijlocul satului trece o vale, iar în împrejurimi două movile: Iasuiuc și Chiuciuciuc. Se învecinează la răsarit cu satele Simionovo și Bejanovo, la apus Rogozina, Cernooco, la miazănoapte Predel și Vicevo și la sud cu Sernino, Siracovo, Crușovo.

## Demografie
Componența etnică a satului Spasovo
     Turci (13,85%)
     Nicio identificare (22,68%)
     Bulgari (40,89%)
     Romi (19,21%)
     Altele (3,35%)
La recensământul din 2011, populația satului Spasovo era de 895 locuitori. Nu există o etnie majoritară, locuitorii fiind bulgari (40,89%), romi (19,21%) și turci (13,85%). Pentru 22,68% din locuitori nu este cunoscută apartenența etnică.